# Making a Man
Making a Man (bra Quem Semeia Ventos) é um filme estadunidense de 1922, do gênero drama, dirigido por Joseph Henabery, com roteiro de Albert Shelby Le Vino baseado no conto "Humanizing Mr. Winsby", de Peter Bernard Kyne, publicado na revista Red Book em maio de 1915.